# Volley-ball féminin aux Jeux d'Amérique centrale et des Caraïbes
Le volley-ball féminin aux Jeux d'Amérique centrale et des Caraïbes est une compétition sportive qui est intégrée aux Jeux depuis la quatrième édition ayant eu lieu en 1938. Au XXe siècle, elle est dominée par Cuba, qui remporte huit des treize compétitions.

## Palmarès
| Année | Lieu                 | Champion               | Finaliste              | Troisième              | Quatrième         |
| ----- | -------------------- | ---------------------- | ---------------------- | ---------------------- | ----------------- |
| 1938  | Panamá               | Mexique                | Porto Rico             | Salvador               |                   |
| 1946  | Barranquilla         | République dominicaine | Porto Rico             | Mexique                |                   |
| 1959  | Caracas              | Mexique                | Venezuela              | Antilles néerlandaises |                   |
| 1962  | Kingston             | République dominicaine | Porto Rico             | Mexique                |                   |
| 1966  | San Juan             | Mexique                | Cuba                   | Venezuela              |                   |
| 1970  | Panamá               | Cuba                   | Venezuela              | Mexique                |                   |
| 1974  | Santo Domingo        | Cuba                   | Mexique                | République dominicaine |                   |
| 1978  | Medellín             | Cuba                   | Mexique                | République dominicaine |                   |
| 1982  | La Havane            | Cuba                   | Mexique                | République dominicaine |                   |
| 1986  | Santiago             | Cuba                   | Mexique                | Venezuela              |                   |
| 1990  | Mexico               | Cuba                   | -                      | Venezuela              |                   |
| 1993  | Ponce                | Cuba                   | Mexique                | Venezuela              |                   |
| 1998  | Maracaibo            | Cuba                   | République dominicaine | Venezuela              |                   |
| 2002  | San Salvador         | République dominicaine | Venezuela              | Mexique                | Porto Rico        |
| 2006  | Carthagène des Indes | République dominicaine | Cuba                   | Porto Rico             | Mexique           |
| 2010  | Mayaguez             | République dominicaine | Porto Rico             | Costa Rica             | Trinité-et-Tobago |

## Tableau des médailles
| Rang | Pays                   | Médaille d'or | Médaille d'argent | Médaille de bronze | Total |
| 1    | Cuba                   | 8             | 2                 | 0                  | 10    |
| 2    | République dominicaine | 5             | 1                 | 4                  | 10    |
| 3    | Mexique                | 3             | 7                 | 3                  | 13    |
| 4    | Porto Rico             | 0             | 4                 | 1                  | 5     |
| 5    | Venezuela              | 0             | 2                 | 5                  | 7     |
| 6    | Salvador               | 0             | 0                 | 1                  | 1     |
| 6    | Antilles néerlandaises | 0             | 0                 | 1                  | 1     |
| 6    | Costa Rica             | 0             | 0                 | 1                  | 1     |